# Kerria lacca
La cocciniglia della lacca (Kerria lacca (Kerr, 1782)) è un insetto coccoideo della famiglia Kerriidae, noto soprattutto per la sua capacità di produrre un secreto resinoso, utilizzato industrialmente per la produzione del colorante e della gommalacca, un polimero naturale che ha una composizione chimica simile a quella dei polimeri sintetici, ed è quindi considerata una plastica naturale.

## Biologia
Questi insetti vivono, formando dense colonie, su piante arboree o arbustive, con cui sviluppano un rapporto di parassitismo. In natura si sviluppano preferenzialmente su Ziziphus mauritiana e Z. jujuba, ma possono trovarsi anche su Acacia arabica, A. catechu, Butea monosperma, Cajanus cajan, Ficus benghalensis, F. cunia, F. religiosa e Schleichera oleosa.
Sono insetti multivoltini, cioè compiono 2 o 3 generazioni ogni anno. Sono ovipari e depongono le uova in una camera formata sotto il corpo della madre. Ogni singola femmina può deporvi sino a 1000 uova.
Alla schiusa delle uova emergono le larve di I stadio o neanidi: sono lunghe 0.6 mm e larghe 0.25 mm, hanno il tipico apparato boccale pungente-succhiante dei rincoti e sono dotate di zampe, antenne e occhi. Subito dopo la nascita iniziano ad aggregarsi attorno a un ramoscello della pianta ospite, formando colonie che possono arrivare a contare da 50 a 100 larve per cm^2.

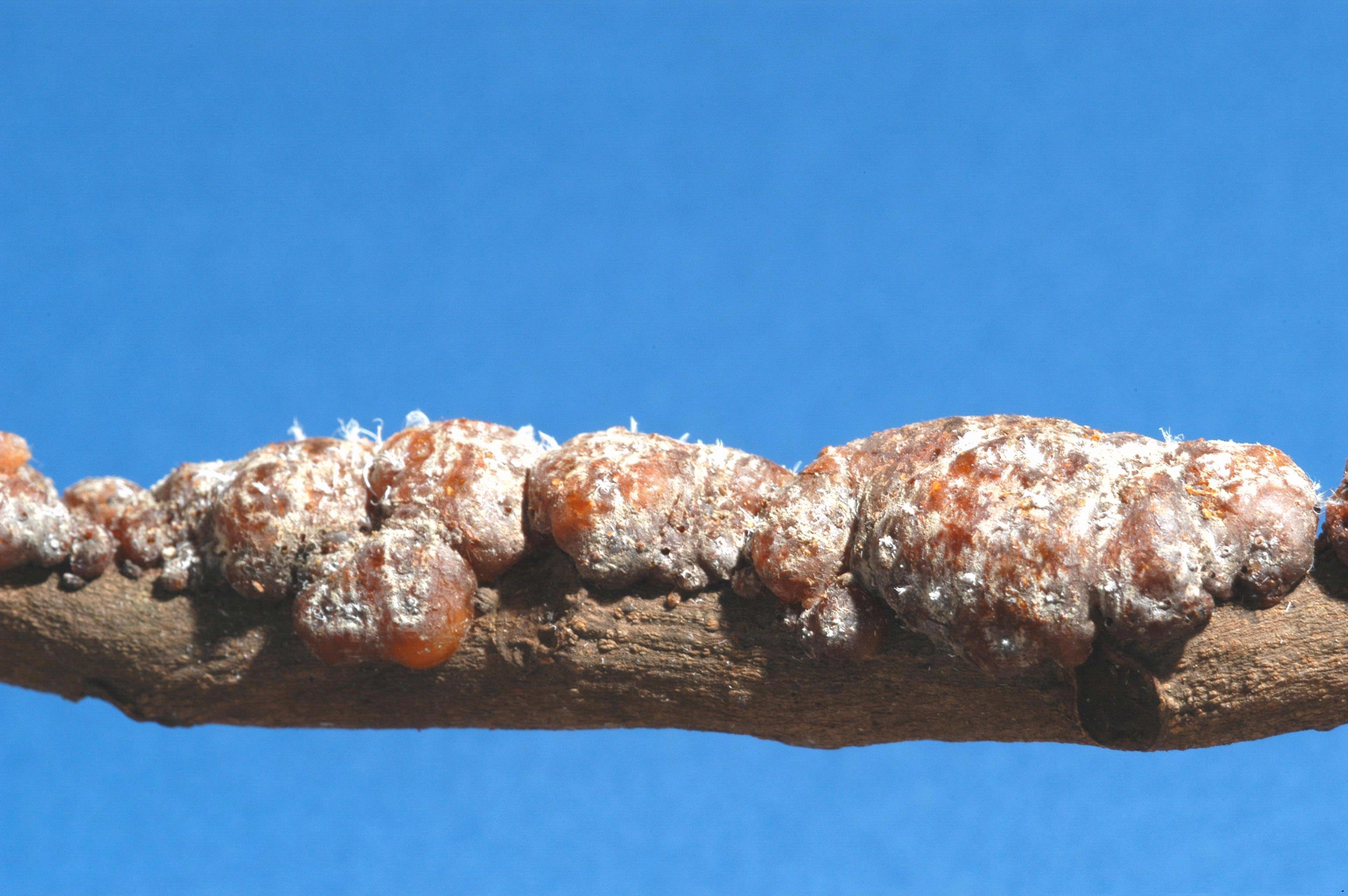
Concrezione di lacca su un ramoscello prodotta da colonie di K. lacca

Dopo la fuoriuscita dall'uovo le neanindi nutrendosi della linfa della pianta ospite, attraverso l'apparato boccale pungente succhiante, iniziano a secernere la gommalacca, prodotto delle ghiandole laccipare, formato da una miscela di resine e cera, associate a pigmenti, e dotata di proprietà plastiche. Dopo alcuni giorni ogni neanide si trova inglobata in una cella di lacca, che aumenta gradualmente di dimensioni di pari passo con lo sviluppo degli insetti. Le neanidi maschio producono celle di forma allungata mentre le celle femminili sono ovaliformi. Ogni cella è provvista di tre aperture, due sifonali per la respirazione e una anale, da cui fuoriescono filamenti di cera. È all'interno delle celle che avvengono le mute con il passaggio per gli stadi di neanide e ninfa. Col progredire dello sviluppo, le emissioni di lacca di più individui tendono a confluire in masse comuni, che arrivano a formare uno spesso manicotto attorno ai rami infestati della pianta ospite. Dopo una ultima muta i maschi adulti fuoriescono dalle celle riacquistando gambe ed occhi persi come nelle femmine alla prima muta; i maschi adulti alati o atteri sono privi di apparato boccale e vivono per poco tempo, si accoppiano con le femmine mentre queste si trovano ancora prigioniere nelle loro celle dove deporranno le uova.

## Distribuzione e habitat
La specie è nativa delle regioni tropicali e subtropicali dell'ecozona orientale (subcontinente indiano, sud-est asiatico, regioni meridionali della Cina, isola di Taiwan, Filippine e Indonesia).

## Utilizzo

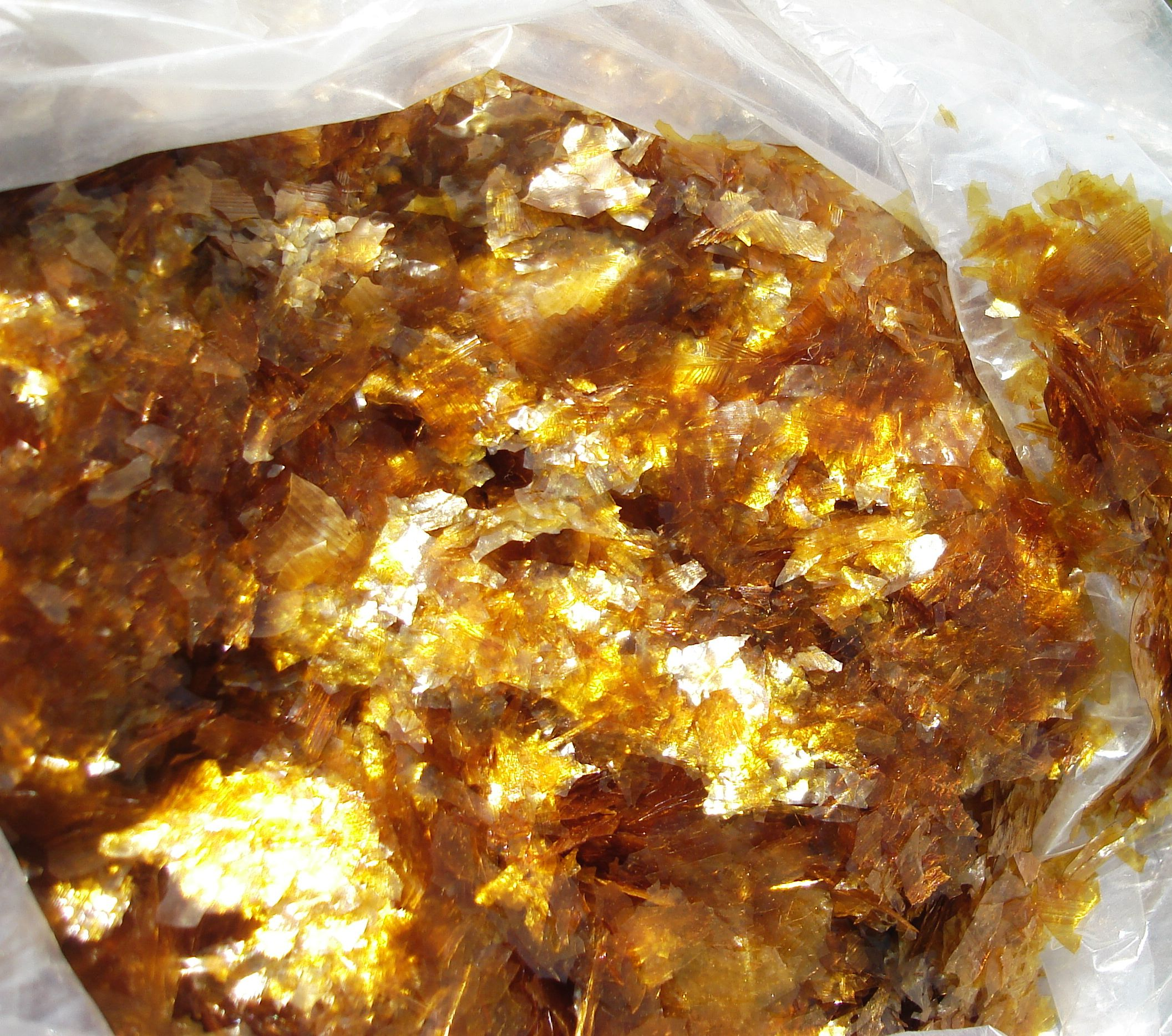
Gommalacca in scaglie

Lo sfruttamento di questo insetto è antichissimo e risale ad alcuni millenni fa, da 2500 a 4000 anni secondo le fonti.
 
L'attuale produzione è concentrata nel sudest asiatico, nel nordest dell'India, nella Cina meridionale e nel Bangladesh. In queste regioni si inocula il coccide su varie piante arboree, provocandone l'infestazione allo scopo di ricavare la lacca. Una volta purificata, prende la forma di scaglie di colore giallo/bruno.
Attualmente la cocciniglia della lacca alimenta un'attività economica a livello industriale di non trascurabile dimensione. La lacca dell'insetto infatti, nonostante la disponibilità di resine sintetiche, è ancora largamente utilizzata per la produzione di gommalacca, un polimero naturale, con una composizione chimica simile a quella dei polimeri sintetici.
È uno dei principali costituenti della ceralacca, ed è utilizzata per la produzione di vernici, che trovano impiego in lavori di ebanisteria e restauro di mobili e strumenti musicali, quali violini e chitarre. 
È inoltre utilizzata come additivo alimentare nell'industria dolciaria (E904): essendo commestibile, viene usata come agente lucidante per pillole, caramelle e per la frutta.
 
Fino al 1950 circa, epoca dell'avvento dei dischi in vinile, la gommalacca era infine usata nella produzione dei dischi grammofonici.